# Ierafi
Ierafi (łac. Diocesis Ierafitanus) – stolica historycznej diecezji w Cesarstwie rzymskim, w prowincji Mauretania Sitifense, zlikwidowana w VII w. podczas ekspansji islamskiej, współcześnie w północnej Algierii. Obecnie katolickie biskupstwo tytularne.

## Biskupi
| Lp. | Biskup                           | Funkcja                                              | Od                | Do               |
| --- | -------------------------------- | ---------------------------------------------------- | ----------------- | ---------------- |
| 1   | Jean Baptiste Dieter             | wikariusz apostolski Archipelagu Nawigatorów (Samoa) | 16 listopada 1953 | 28 czerwca 1955  |
| 2   | João Crisóstomo Gomes de Almeida | biskup pomocniczy Viseu (Portugalia)                 | 18 lutego 1956    | 18 stycznia 1996 |
| 3   | Vincenzo Apicella                | biskup pomocniczy Rzymu (Włochy)                     | 19 lipca 1996     | 28 stycznia 2006 |
| 4   | Franz Scharl                     | biskup pomocniczy Wiednia (Austria)                  | 9 lutego 2006     |                  |